# Адміністративне процесуальне право
Адміністративно-процесуальне право як галузь процесуального права і законодавства — сукупність правових норм, які регулюють суспільні відносини, що виникають у процесі захисту порушеного права у сфері державного управління, а також діяльність органів виконавчої влади та деяких інших суб'єктів.

## Особливості адміністративно-процесуального права
- Процесуальні норми не систематизовані в рамках адміністративно-правової галузі, але органічно включені в рамки окремих адміністративно-правових інститутів;
- Процесуальні норми вторинні стосовно матеріальних;
- Різноманітність джерел адміністративно-процесуального права;
- Воно обслуговує матеріальні норми багатьох галузей права.